# Claudette Mukasakindi
Claudette Mukasakindi, née le 25 décembre 1982, est une athlète rwandaise.

## Carrière
Claudette Mukasakindi est médaillée d'or du 10 000 mètres aux Jeux de la Francophonie 2009 à Beyrouth et médaillée de bronze de la même épreuve aux Jeux de la Francophonie 2013 à Nice.
Elle termine à la 101e place du marathon féminin aux Jeux olympiques d'été de 2012 à Londres.